# 999
999 (CMXCIX) fue un año común comenzado en domingo del calendario juliano, en vigor en aquella fecha.

## Acontecimientos
- Silesia se incorpora en el territorio de Boleslao I de Polonia.
- Sigmundur Brestisson introduce la Cristiandad a las Islas Feroe.
- 2 de abril - Se inicia el célebre papado de Gerberto de Aurillac, Silvestre II, primer papa francés, tras suceder a Gregorio V.
- Alfonso V de León, es proclamado rey.

## Fallecimientos
- 7 de febrero - Boleslao II, duque de Bohemia
- 18 de febrero - papa Gregorio V
- 16 de diciembre - San Adelaida de Italia (nació en 931)
- Maredudd ab Owain, rey de Deheubarth y Powys
- Bermudo II, rey de León